# کوکی تاچی
کوکی تاچی (ژاپنی: 舘 幸希؛ زادهٔ ۱۴ دسامبر ۱۹۹۷) یک بازیکن فوتبال اهل ژاپن است.
از باشگاه‌هایی که در آن بازی کرده‌است می‌توان به باشگاه فوتبال جوبیلو ایواتا اشاره کرد.